# Dennison Samaroo
Dennison Samaroo est un acteur américain en activité depuis les années 1990, ayant fait des apparitions notamment dans la série télévisée Deuxième chance (Once And Again) ou encore dans le teen movie How High.

## Biographie
Dennison Samaroo a aussi participé en 1995 à un épisode de la parodie du célèbre talk-show de Jerry Springer, le Night Stand intitulé "Hatred's Not a Four-Letter Word" animé par Dick Dietrick, dans lequel il jouait le rôle d'Achmed.
Courant novembre 1997, Samaroo a joué le rôle d'un serveur de restaurant nommé Raziel dans une pièce de théâtre "After-Play"
Dennison Samaroo a étudié au lycée Appleby College à Oakville Ontario, au Canada et s'est formé théâtre à l'université Mountview Théatre School. 
Il habite une villa de San Fernando Valley à Los Angeles avec son Labrador noir Chewy, et exerce également le métier de maquilleur professionnel. 

## Filmographie
- The Bernie Mac Show (2004/2005) 1 épisode): 
  - Mac Overdrive

- Arc (2004): Docteur Jumshat

- House of Sand and Fog (2003):  Docteur

- How High (2001) : Amir

- Washington Police (Washington Police) (1 épisode) : 
  - Rage / V.F.: Insurrection (3 May 2003) - Docteur du service des Urgences

- Once and Again (8 épisodes) :
  - Liars and Other Strangers / V.F.: Mensonges et Illusions (12 October 1999) - Saj
  - The Ex-Files / V.F: La Ronde Des Ex (2 November 1999) - Saj
  - Thanksgiving / V.F: Secrets De  famille (23 November 1999) - Saj
  - Sneaky Feelings / V.F: Hypocrisies (31 January 2000) - Saj
  - A Door, About to Open / V.F: Une Porte S'Ouvre (24 April 2000) - Saj
  - Food for Thought / V.F: Nourriture Spirituelle (5 December 2000) - Saj
  - Edifice Wrecked / V.F: Fissure (14 February 2001) - Saj
  - Standing Room Only / V.F: Le Débarquement (14 March 2001) - Saj

- Apparences (2000): doctorant no 1

- After-Play (1997) : Raziel, serveur du restaurant

- Perversions of Science / Expériences interdites (1 épisode, 1997) :
  - Given the Heir / V.F.: Retour dans le Temps(1997) TV - Scientifique no 1

- No Easy Way (1996): Interne

- New York Police Blues (1 épisode, 1995)
  - Curt Russell (1995) TV - Jatin Bhat

- Funny About Love / Chéri, dessine-moi un bébé (1990)

## Sources
(mai 2011).
- http://www.tv.com/dennison-samaroo/person/11228/summary.html
- http://www.episotheque.com/episodes/once-and-again.html
- http://brainmind.com/AmericaAttacked2.html
- http://articles.latimes.com/2001/sep/20/news/cl-47576